# Sestao SC
A Sestao SC, teljes nevén Sestao Sport Club egy már megszűnt spanyol labdarúgócsapat. A klubot 1916-ban alapították, nyolcvan évvel később szűnt meg.

## Története
A Sestao történetének nagy részét a harmadosztályban töltötte (1977-ig Tercera División, azóta Segunda División B). Összesen tizenhét szezont tölthetett a másodosztályban, legnagyobb sikere az itt elért második hely 1987-ből. Ekkor a bajnokság végén két csoportból három feljutó volt, a Sestao csak azért nem jutott fel, mert ő volt a gyengébb második helyezett.
Megszűnésekor, az 1995-96-os szezonban is a másodosztályban szerepelt. Utódja a Sestao RC.

## Statisztika
| Szezon  | Osztály | Poz. | Copa del Rey |
| ------- | ------- | ---- | ------------ |
| 1929/30 | 3ª      | 5.   |              |
| 1930/31 | 3ª      | 5.   |              |
| 1939/40 | 2ª      | 5.   |              |
| 1940/41 | 3ª      | 2.   |              |
| 1943/44 | 3ª      | 5.   |              |
| 1944/45 | 3ª      | 6.   |              |
| 1945/46 | 3ª      | 2.   |              |
| 1946/47 | 3ª      | 9.   |              |
| 1947/48 | 3ª      | 6.   |              |
| 1948/49 | 3ª      | 7.   |              |
| 1949/50 | 3ª      | 7.   |              |
| 1950/51 | 3ª      | 9.   |              |
| 1951/52 | 3ª      | 10.  |              |
| 1952/53 | 3ª      | 2.   |              |
| 1953/54 | 3ª      | 1.   |              |
| 1954/55 | 2ª      | 14.  |              |
| 1955/56 | 2ª      | 15.  |              |
| 1956/57 | 2ª      | 14.  |              |
| 1957/58 | 2ª      | 10.  |              |

| Szezon  | Osztály | Poz. | Copa del Rey |
| ------- | ------- | ---- | ------------ |
| 1958/59 | 2ª      | 8.   |              |
| 1959/60 | 2ª      | 14.  |              |
| 1960/61 | 2ª      | 14.  |              |
| 1961/62 | 3ª      | 5.   |              |
| 1962/63 | 3ª      | 5.   |              |
| 1963/64 | 3ª      | 6.   |              |
| 1964/65 | 3ª      | 2.   |              |
| 1965/66 | 3ª      | 4.   |              |
| 1966/67 | 3ª      | 2.   |              |
| 1967/68 | 3ª      | 5.   |              |
| 1968/69 | 3ª      | 6.   |              |
| 1969/70 | 3ª      | 3.   |              |
| 1970/71 | 3ª      | 3.   |              |
| 1971/72 | 3ª      | 2.   |              |
| 1972/73 | 3ª      | 6.   |              |
| 1973/74 | 3ª      | 6.   |              |
| 1974/75 | 3ª      | 6.   |              |
| 1975/76 | 3ª      | 3.   |              |
| 1976/77 | 3ª      | 5.   |              |

| Szezon  | Osztály | Poz. | Copa del Rey |
| ------- | ------- | ---- | ------------ |
| 1977/78 | 2ªB     | 17.  |              |
| 1978/79 | 2ªB     | 12.  |              |
| 1979/80 | 2ªB     | 7.   |              |
| 1980/81 | 2ªB     | 10.  |              |
| 1981/82 | 2ªB     | 4.   |              |
| 1982/83 | 2ªB     | 4.   |              |
| 1983/84 | 2ªB     | 6.   |              |
| 1984/85 | 2ªB     | 1.   |              |
| 1985/86 | 2ª      | 10.  |              |
| 1986/87 | 2ª      | 2.   |              |
| 1987/88 | 2ª      | 10.  |              |
| 1988/89 | 2ª      | 8.   |              |
| 1989/90 | 2ª      | 11.  |              |
| 1990/91 | 2ª      | 8.   |              |
| 1991/92 | 2ª      | 17.  |              |
| 1992/93 | 2ª      | 19.  |              |
| 1993/94 | 2ªB     | 2.   |              |
| 1994/95 | 2ªB     | 3.   |              |
| 1995/96 | 2ª      | 17.  |              |

## Ismertebb játékosok
| - Agim Xhafa - Demetrio Coelho - Damir Koric - Vicente Valle - Enrique Arraiz - Manuel Núñez - Aitor Aguirre - Joseba Aguirre - Francisco Echevarría - Antonio Gorriarán - Gonzalo Arguiñano - Javier Escalza - Juan Ángel Rodríguez - Aitor Martínez - Edorta Murua - Jon Aspiazu - Ernesto Valverde - José Luis Mendilibar - José María Nuñez - José Luis Panizo | - Eduardo Estíbariz - Alberto Albístegui - Josu Anuzita - José Luis Ribera - Ricardo Arrien - Sabin Bilbao - Antonio Múgica - Imanol Ibarrondo - Félix Gallastegui - José Luis Astiazarán - Aitor Bouzo - Antonio Karmona - Juan Fuentes - Francisco Liaño - Juan Eleder - Jorge Azkoitia - Iñaki Lafuente - Javi González - Raimundo Lezama |

## Fordítás
- Ez a szócikk részben vagy egészben  a   Sestao Sport Club című angol Wikipédia-szócikk fordításán alapul.  Az eredeti cikk szerkesztőit annak laptörténete sorolja fel. Ez a jelzés csupán a megfogalmazás eredetét és a szerzői jogokat jelzi, nem szolgál a cikkben szereplő információk forrásmegjelöléseként.